# 阿夏戈天文台
阿夏戈天文台（Osservatorio Astrofisico di Asiago）位于意大利北部維琴察省阿夏戈，是帕多瓦大学所属的一座天文台（IAU code 043）。建设于1942年，阿夏戈天文台至今仍在运作，目前主要使用其1.22m望远镜对太空目标进行光谱观测。

## 外部链接

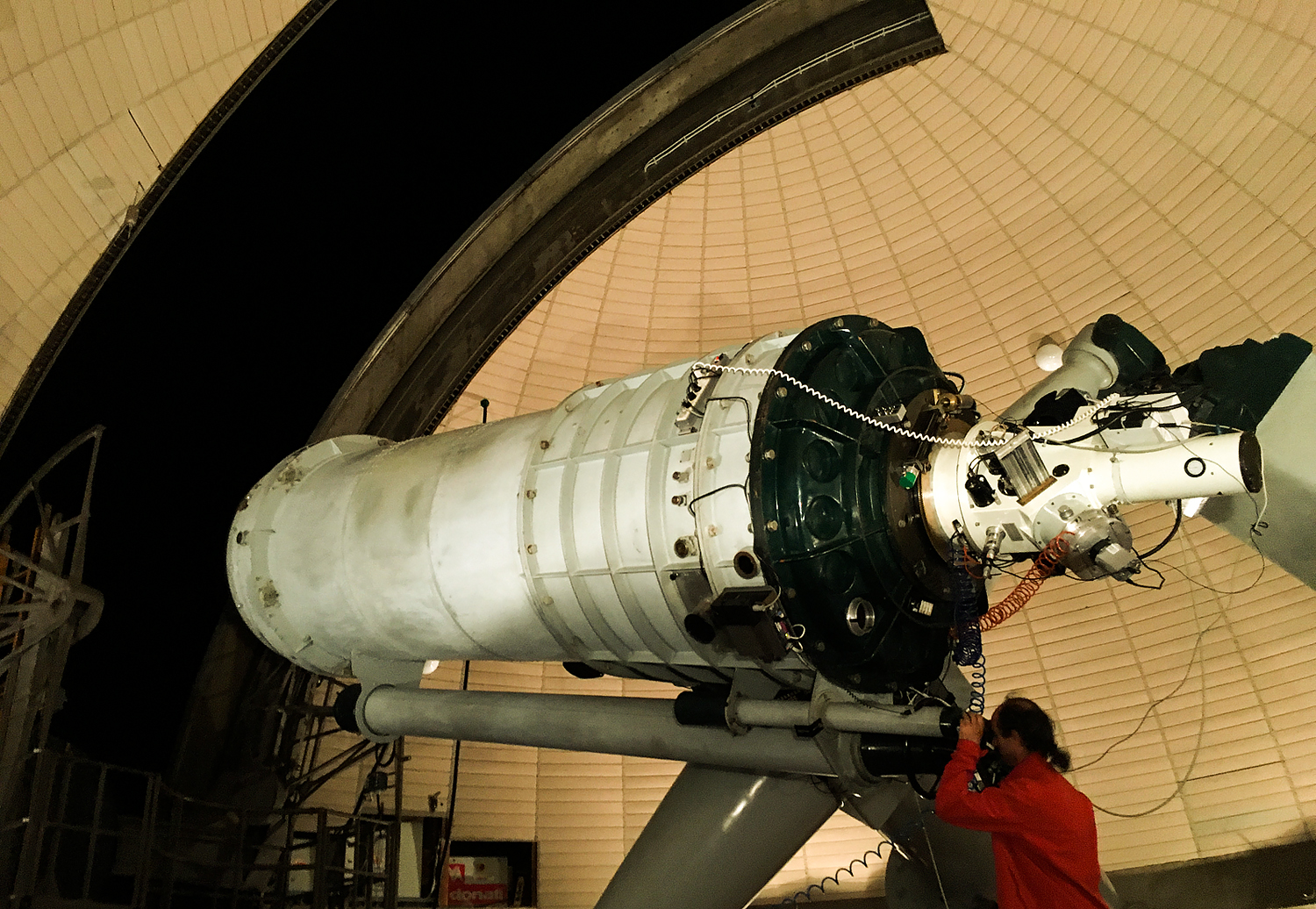
阿夏戈天文台的1.22m望远镜